# Anadara troscheli
Anadara troscheli is een tweekleppigensoort uit de familie van de Arcidae. De wetenschappelijke naam van de soort is voor het eerst geldig gepubliceerd in 1882 door Dunker.